# Caylen Croft
Caylen Croft, pseudonimo di Kris Pavone (Youngstown, 2 maggio 1980), è un wrestler statunitense.
Pavone debutta nel 2001 sotto il nome di Chris Cage. Dopo due anni nei circuiti indipendenti, firma un contratto di sviluppo con la WWE e viene mandato in Ohio Valley Wrestling (OVW). Nell'OVW riesce a conquistare ben quattro volte il titolo di coppia e una volta il massimo alloro della federazione. Viene svincolatp nel 2006, ma nel 2008 firma nuovamente un contratto. Ha combattuto in Florida Championship Wrestling e ha debuttato in Extreme Championship Wrestling a dicembre 2009.

## World Wrestling Entertainment (2003–2006)

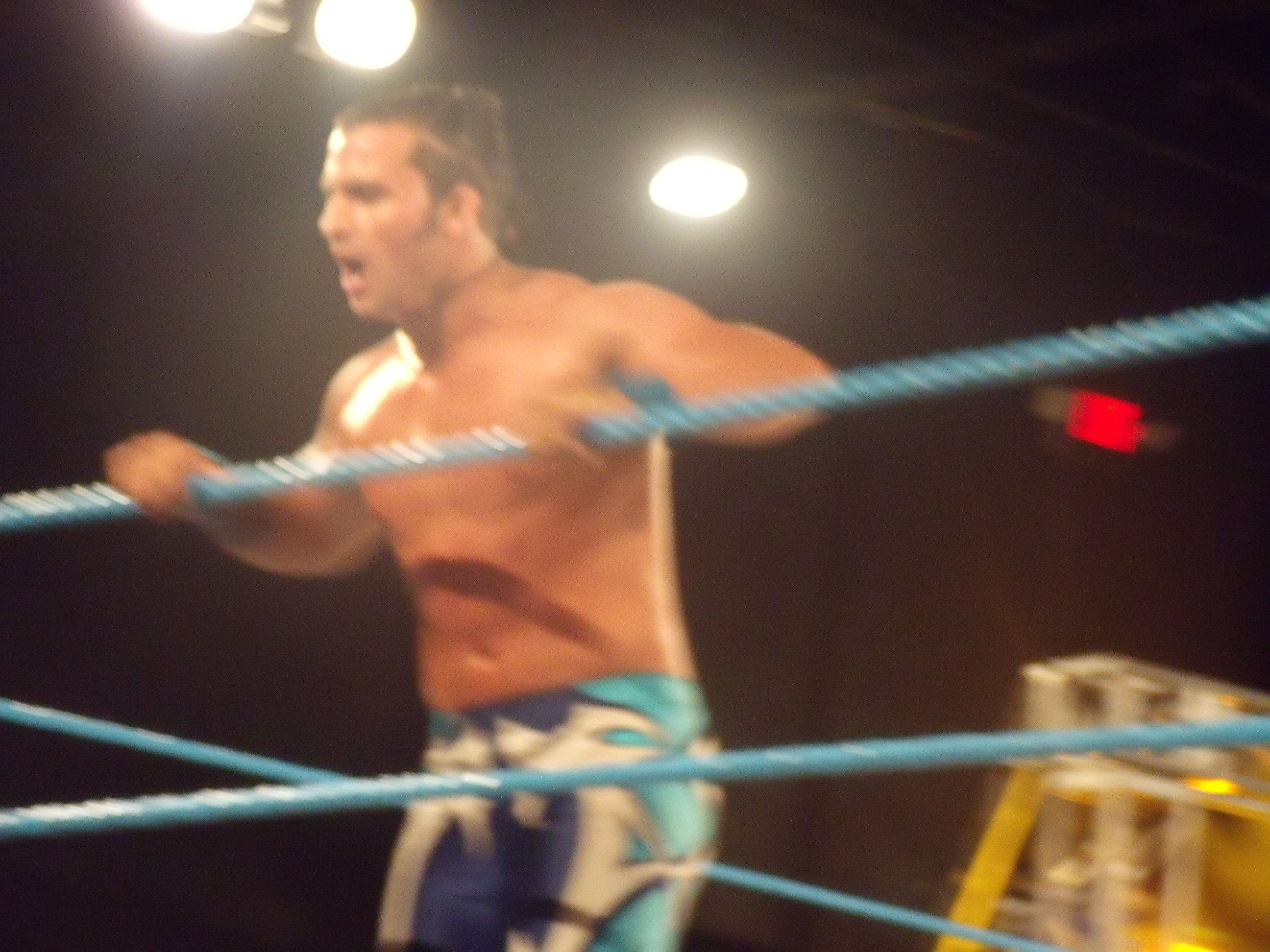
Pavone in FCW come membro dei Dudebuster

### Ohio Valley Wrestling
Dopo aver formato un team con Nova usando il nome di Chris Cage, forma un altro team con Tank Toland chiamato Adrenaline. I due vincono l'OVW Southern Tag Team Championship ben tre volte fra il 2003 e il 2004. Pavone più tardi dimostra di essere un campione anche da singolo vincendo anche l'OVW Heavyweight Championship battendo Matt Morgan. Detiene il titolo più di due mesi quando lo perde contro Chad Toland, il cugino del suo tag team partner Tank. Una volta sciolti gli Adrenaline, Pavone forma un nuovo team con The Miz con il quale vince per la quarta volta il titolo di coppia e i due iniziano un feud proprio con i cugini Toland. Dopo la vittoria del titolo, Pavone su svincolatp dalla WWE per dei problemi non specificati dalla federazione e il titolo venne reso vacante.

### Ritorno in WWE e Florida Championship Wrestling (2008-2009)
Pavone approda in Florida Championship Wrestling (FCW) sotto il nome di Caylen Croft. Poco dopo il suo debutto forma un tag team con Trent Baretta chiamato Dudebusters e i due vincono gli FCW Florida Tag Team Championship il 30 maggio 2009 contro Tyler Reks, che venne costretto a combattere in un 2 on 1 handicap match perché il suo partner Johnny Curtis dette forfait. Il 23 luglio, Croft e Barett perdono i titoli contro Justin Gabriel e Kris Logan. Il 19 novembre, Caylen Croft vince nuovamente i titoli di coppia con Curt Hawkins, dopo aver battuto Duke Rotundo e Bo Rotundo. Perdono i titoli il 14 gennaio 2010 contro Brett DiBiase e Michael McGillicutty.

### ECW and SmackDown! e rilascio (2009–2010)
Nell'episodio ECW on SyFy del 1º dicembre 2009, Croft e Baretta debuttano sconfiggendo due jobber. Il 9 febbraio 2010 perdono contro Goldust e Yoshi Tatsu il match che determinava i primi sfidanti per l'Unified WWE Tag Team Championship.
Quando il roster ECW si estingue, Croft e Baretta passano a SmackDown! e fanno il loro debutto nel roster blu perdendo contro Shad Gaspard e JTG. Il 1º aprile a Superstars , perde in coppia con Barreta contro la Hart Dinasty. Il 16 aprile perde contro JTG. Ottengono una vittoria a WWE Superstars contro Curt Hawkins e Vance Archer.
Il 19 novembre 2010, Caylen Croft viene rilasciato dalla WWE.
Nel 2012, Pavone diventa insegnante di arte presso una scuola elementare, la Hillsborough County School, in Florida.

## Nel wrestling

### Mosse
- Croft Buster (Fireman's carry double knee gutbuster)
- Diving crossbody
- Lifting DDT
- Falling Neckbreaker
- Super kick
- Snap Suplex
- Springboard Dropkick
- Sitout Piledriver

Con Trent Barreta
- Inverted atomic drop (Croft) followed by a running single leg high knee (Barreta)[10]

Nicknames
- "The Hitman" Chris Cage

## Titoli e riconoscimenti
Funkin' Conservatory
- FC Tag Team Championship (2 - con Sterling James Keenan)

Ohio Valley Wrestling
- OVW Heavyweight Championship (1)
- OVW Southern Tag Team Championship (4 - 3 con Tank Toland - 1 con The Miz)

Florida Championship Wrestling
- FCW Florida Tag Team Championship (2 - con Trent Baretta & Curt Hawkins)

Pro Wrestling Illustrated
- 258º tra i 500 migliori wrestler singoli nella PWI 500 (2011)